# 200 mètres féminin aux championnats du monde d'athlétisme 2017
Pour un article plus général, voir Championnats du monde d'athlétisme 2017.
Navigation
Pékin 2015 Doha 2019
L'épreuve du 200 mètres féminin des championnats du monde de 2017 se déroule du 8 au 11 août 2017 dans le Stade olympique de Londres, au Royaume-Uni. Elle est remportée par la Néerlandaise Dafne Schippers.

## Critères de qualification
Pour se qualifier pour les championnats, il faut avoir réalisé 23 s 10 ou moins entre le 1er octobre 2016 et le 23 juillet 2017.

## Médaillées
| Or              | Argent             | Bronze              |
| Dafne Schippers | Marie-Josée Ta Lou | Shaunae Miller-Uibo |

## Résultats

### Finale
| Rang               | Couloir | Athlète             | Pays          | Temps   | Notes |
| ------------------ | ------- | ------------------- | ------------- | ------- | ----- |
| Médaille d'or      | 6       | Dafne Schippers     | Pays-Bas      | 22 s 05 | SB    |
| Médaille d'argent  | 4       | Marie-Josée Ta Lou  | Côte d'Ivoire | 22 s 08 | NR    |
| Médaille de bronze | 5       | Shaunae Miller-Uibo | Bahamas       | 22 s 15 |       |
| 4                  | 8       | Dina Asher-Smith    | Royaume-Uni   | 22 s 22 | SB    |
| 5                  | 7       | Deajah Stevens      | États-Unis    | 22 s 44 |       |
| 6                  | 9       | Kimberlyn Duncan    | États-Unis    | 22 s 59 |       |
| 7                  | 2       | Crystal Emmanuel    | Canada        | 22 s 60 |       |
| 8                  | 3       | Tynia Gaither       | Bahamas       | 23 s 07 |       |

### Demi-finales
Les 2 premières de chaque série (Q) et les 2 plus rapides (q) se qualifient pour la finale.
| Rang | Série | Ligne | Nom                   | Nationalité       | Temps              | Notes   |
| ---- | ----- | ----- | --------------------- | ----------------- | ------------------ | ------- |
| 1    | 1     | 5     | Dafne Schippers       | Pays-Bas          | 22 s 49 (0.484 ms) | Q       |
| 2    | 2     | 7     | Shaunae Miller-Uibo   | Bahamas           | 22 s 49 (0.490 ms) | Q       |
| 3    | 3     | 5     | Marie-Josée Ta Lou    | Côte d'Ivoire     | 22 s 50            | Q       |
| 4    | 1     | 6     | Deajah Stevens        | États-Unis        | 22 s 71            | Q       |
| 5    | 2     | 4     | Kimberlyn Duncan      | États-Unis        | 22 s 73            | Q, SB   |
| 6    | 3     | 4     | Dina Asher-Smith      | Royaume-Uni       | 22 s 73            | Q       |
| 7    | 3     | 6     | Crystal Emmanuel      | Canada            | 22 s 85 (0.848 ms) | q       |
| 8    | 3     | 7     | Tynia Gaither         | Bahamas           | 22 s 85 (0.850 ms) | q       |
| 9    | 1     | 7     | Ivet Lalova-Collio    | Bulgarie          | 22 s 96            |         |
| 10   | 2     | 5     | Mujinga Kambundji     | Suisse            | 23 s 00            |         |
| 11   | 2     | 6     | Simone Facey          | Jamaïque          | 23 s 01            |         |
| 12   | 1     | 4     | Rebekka Haase         | Allemagne         | 23 s 03            |         |
| 13   | 1     | 3     | Sashalee Forbes       | Jamaïque          | 23 s 09            |         |
| 14   | 1     | 8     | Sarah Atcho           | Suisse            | 23 s 12            |         |
| 15   | 1     | 2     | Justine Palframan     | Afrique du Sud    | 23 s 21 (0.204 ms) |         |
| 16   | 1     | 9     | Anthonique Strachan   | Bahamas           | 23 s 21 (0.207 ms) |         |
| 17   | 3     | 8     | María Belibasáki      | Grèce             | 23 s 21 (0.208 ms) |         |
| 18   | 2     | 8     | Edidiong Odiong       | Bahreïn           | 23 s 24            |         |
| 19   | 3     | 9     | Vitória Cristina Rosa | Brésil            | 23 s 31            |         |
| 20   | 3     | 2     | Jodean Williams       | Jamaïque          | 23 s 32            |         |
| 21   | 2     | 3     | Bianca Williams       | Royaume-Uni       | 23 s 40            |         |
| 22   | 3     | 3     | Estelle Raffai        | France            | 23 s 45            |         |
| 23   | 2     | 2     | Semoy Hackett         | Trinité-et-Tobago | 23 s 54            |         |
| —    | 2     | 9     | Rosângela Santos      | Brésil            | DQ                 | R 162.7 |

### Séries
Les 3 premières de chaque séries (Q) et les 3 plus rapides (q) se qualifient pour les demi-finales.
| Rang | Série | Couloir | Athlète               | Nationalité               | Temps | Notes |
| ---- | ----- | ------- | --------------------- | ------------------------- | ----- | ----- |
| 1    | 1     | 6       | Dafne Schippers       | Pays-Bas                  | 22.64 | Q     |
| 2    | 4     | 5       | Shaunae Miller-Uibo   | Bahamas                   | 22.69 | Q     |
| 3    | 6     | 4       | Marie-Josée Ta Lou    | Côte d'Ivoire             | 22.70 | Q     |
| 4    | 5     | 2       | Dina Asher-Smith      | Royaume-Uni               | 22.73 | Q, SB |
| 5    | 2     | 8       | Kimberlyn Duncan      | États-Unis                | 22.74 | Q     |
| 6    | 2     | 5       | Mujinga Kambundji     | Suisse                    | 22.86 | Q     |
| 7    | 5     | 7       | Crystal Emmanuel      | Canada                    | 22.87 | Q     |
| 8    | 4     | 7       | Simone Facey          | Jamaïque                  | 22.98 | Q     |
| 9    | 3     | 6       | Deajah Stevens        | États-Unis                | 22.90 | Q     |
| 9    | 1     | 7       | Tynia Gaither         | Bahamas                   | 22.98 | Q     |
| 11   | 7     | 7       | Rebekka Haase         | Allemagne                 | 22.99 | Q     |
| 12   | 3     | 8       | Ivet Lalova-Collio    | Bulgarie                  | 23.08 | Q     |
| 13   | 6     | 6       | Sarah Atcho           | Suisse                    | 23.09 | Q     |
| 14   | 1     | 4       | María Belibasáki      | Grèce                     | 23.16 | Q     |
| 15   | 6     | 8       | Anthonique Strachan   | Bahamas                   | 23.23 | Q     |
| 16   | 4     | 2       | Edidiong Odiong       | Bahreïn                   | 23.24 | Q     |
| 17   | 2     | 4       | Vitória Cristina Rosa | Brésil                    | 23.26 | Q     |
| 18   | 3     | 2       | Sashalee Forbes       | Jamaïque                  | 23.26 | Q     |
| 19   | 1     | 2       | Bianca Williams       | Royaume-Uni               | 23.30 | q     |
| 20   | 7     | 5       | Rosângela Santos      | Brésil                    | 23.34 | Q     |
| 21   | 2     | 3       | Justine Palframan     | Afrique du Sud            | 23.35 | q     |
| 22   | 1     | 8       | Jodean Williams       | Jamaïque                  | 23.38 | q     |
| 23   | 3     | 7       | Shannon Hylton        | Royaume-Uni               | 23.39 |       |
| 24   | 4     | 8       | Yana Kachur           | Ukraine                   | 23.47 |       |
| 25   | 1     | 3       | Anna Kiełbasińska     | Pologne                   | 23.48 |       |
| 26   | 7     | 2       | Semoy Hackett         | Trinité-et-Tobago         | 23.50 | Q     |
| 27   | 7     | 4       | Cornelia Halbheer     | Suisse                    | 23.51 |       |
| 28   | 7     | 8       | Gloria Hooper         | Italie                    | 23.51 |       |
| 29   | 6     | 3       | Sindija Bukša         | Lettonie                  | 23.54 |       |
| 30   | 4     | 4       | Sada Williams         | Barbade                   | 23.55 |       |
| 31   | 7     | 3       | Gina Bass             | Gambie                    | 23.56 |       |
| 32   | 2     | 6       | Viktoriya Zyabkina    | Kazakhstan                | 23.66 |       |
| 33   | 5     | 8       | Estelle Raffai        | France                    | 23.72 | Q     |
| 34   | 6     | 5       | Irene Siragusa        | Italie                    | 23.73 |       |
| 35   | 4     | 3       | Kayelle Clarke        | Trinité-et-Tobago         | 23.75 |       |
| 36   | 1     | 5       | Riley Day             | Australie                 | 23.77 |       |
| 37   | 5     | 3       | Janet Amponsah        | Ghana                     | 23.77 |       |
| 38   | 3     | 5       | Estela García         | Espagne                   | 23.78 |       |
| 39   | 2     | 7       | Lorène Bazolo         | Portugal                  | 23.85 |       |
| 40   | 3     | 4       | Mariely Sánchez       | République dominicaine    | 23.89 |       |
| 41   | 6     | 2       | Isidora Jiménez       | Chili                     | 23.89 |       |
| 42   | 4     | 6       | Toea Wisil            | Papouasie-Nouvelle-Guinée | 23.93 |       |
| 43   | 3     | 3       | Ella Nelson           | Australie                 | 24.02 |       |
| 44   | 5     | 4       | Nediam Vargas         | Venezuela                 | 24.35 |       |
| 45   | 2     | 2       | Ulfa Silpiana         | Indonésie                 | 25.23 |       |
| 46   | 5     | 6       | Regine Tugade         | Guam                      | 26.22 |       |
| —    | 7     | 6       | Tori Bowie            | États-Unis                | DNS   |       |
| —    | 5     | 5       | Michelle-Lee Ahye     | Trinité-et-Tobago         | DNS   |       |
| —    | 6     | 7       | Laura Müller          | Allemagne                 | DNS   |       |

## Légende
Records et Performances
- AR : Record continental (area record)
- CR : Record des championnats (championship record)
- MR : Record du meeting (meet record)
- NR : Record national (national record)
- OR : Record olympique (olympic record)
- PR : Record paralympique (paralympic record)
- PB : Record personnel (personal best)
- SB : Meilleure performance personnelle de la saison (season's best)
- WL : Meilleure performance mondiale de l'année (world leader)
- WJR : Record du monde junior (world junior record)
- WR : Record du monde (world record)

Circonstances et Conditions
- DNF : N'a pas terminé (did not finish)
- DNS : N'a pas pris le départ (did not start)
- DQ : Disqualification (disqualification)
- NM : Aucun essai valable enregistré (No Mark)
- Q : Qualifié « directement » au prochain tour (ou à la prochaine compétition), lors d'une compétition majeure, grâce au classement ou à la réalisation des minima (automatic qualifier)
- q : Qualifié au prochain tour (ou à la prochaine compétition), lors d'une compétition majeure, grâce au repêchage ou à la réalisation de l'une des meilleures performances parmi celles des « non qualifiés directement » (grâce au meilleur temps ou à la meilleure distance par exemple) (secondary qualifier)